# Nærvær (film)
Nærvær (originaltitel  Närvarande) er en film instrueret af Jan Troell.

## Handling
Som tidligere jazztrommeslager havde den svenske fotograf Georg Oddner rytme og timing i blodet, inden han begyndte at fastfryse øjeblikke i billeder. Efter et ophold som elev hos Richard Avedon i New York i 1950 blev fotografiet hans altoverskyggende lidenskab, men erkendelsen af rytmen som forudsætning for form og komposition slap han aldrig: "Alle kan slå takt, nogle få kan få det til at leve", siger han i dette intime portræt lavet af kollegaen Jan Troell. Filmen former sig som en rejse rundt til de steder, der har haft betydning i Oddners liv og virke, ikke mindst Estland og USA. Undervejs deler han ud af sit kunstsyn, der er tilegnet gennem et langt liv. At skabe, siger han, handler om at iagttage og være nærværende. At lade livets egen komposition tale.